# Wellingham
Wellingham is een civil parish in het bestuurlijke gebied Breckland, in het Engelse graafschap Norfolk met 55 inwoners.